# Saint-Urcize
Saint-Urcize (en occitan Sent Rocise) est une commune française, située dans le département du Cantal en région Auvergne-Rhône-Alpes.

## Géographie

### Localisation
La commune est située dans le sud-est du département du Cantal. Elle est limitrophe de l'Aveyron et de la Lozère.

### Communes limitrophes
Le territoire de la commune est limitrophe de ceux de 11 communes :
Les communes limitrophes sont Condom-d'Aubrac, Curières, Laguiole, Saint-Chély-d'Aubrac, Jabrun, Saint-Rémy-de-Chaudes-Aigues, La Trinitat, Grandvals, Nasbinals, Recoules-d'Aubrac et Argences en Aubrac.
| La Trinitat, Argences en Aubrac (Aveyron, par un quadripoint) | Jabrun                         | Saint-Rémy-de-Chaudes-Aigues                   |
| Laguiole (Aveyron)                                            | Saint-Urcize                   | Grandvals (Lozère)                             |
| Curières (Aveyron), Condom-d'Aubrac (Aveyron)                 | Saint-Chély-d'Aubrac (Aveyron) | Recoules-d'Aubrac (Lozère), Nasbinals (Lozère) |

### Géologie, relief et hydrographie

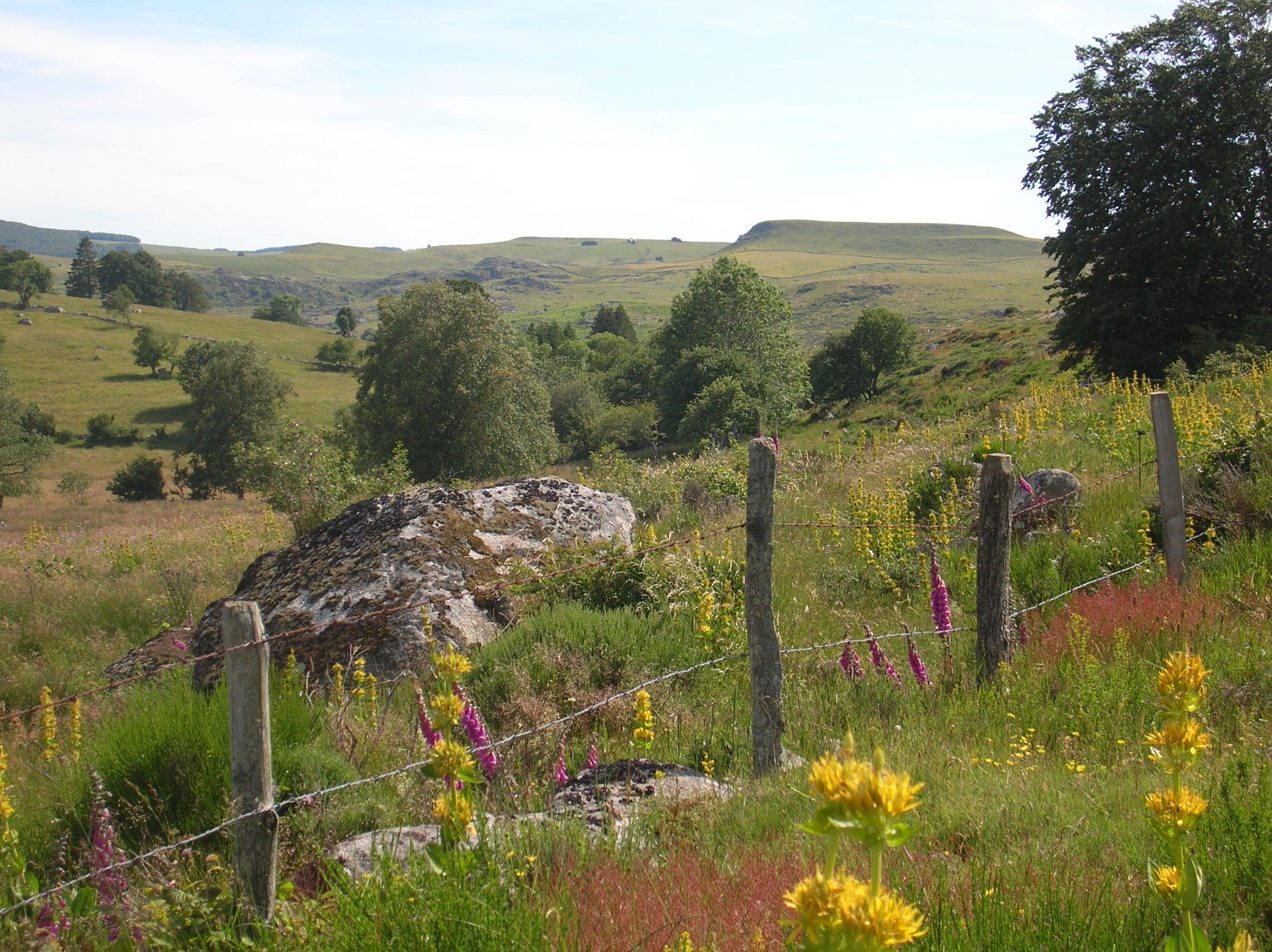
Paysage aux environs du hameau de Grezettes, commune de Saint-Urcize.

La commune est située dans le Massif central en Aubrac. Aux abords immédiats du village, on peut découvrir la vallée glaciaire de la Lhère (affluent du Bès) et sa forme en auge caractéristique. La vallée est bordée de falaises basaltiques verticales qui contrastent avec un fond très plat correspondant à une zone de surcreusement (ou ombilic) qui a été comblée par la suite. La Lhère, en rejoignant le fond surbaissé de la vallée, forme une série de petites chutes d'eau connues sous le nom de cascades de Gouteille. Plus proche du village, un petit affluent de la Lhère sur sa rive gauche forme la cascade de Jiou-Jiou.
La commune est également traversée par un autre ruisseau important, le Rioumau, qui constitue le principal affluent du Bès. Non loin du confluent avec ce dernier, le Rioumau franchit un verrou glaciaire et a creusé une petite gorge de raccordement (près des villages de Repons et Pénaveyre).
Par ailleurs, la ligne de crête de l'Aubrac passe sur la bordure ouest de la commune et va du Puy de Gudette (1427 mètres) au sud au sommet du Drellier (1342 mètres) au nord. L'enneigement important de ce secteur a permis la création de la station de ski de Saint-Urcize.

### Climat
Pour des articles plus généraux, voir Climat d'Auvergne-Rhône-Alpes et Climat du Cantal.
En 2010, le climat de la commune est de type climat de montagne, selon une étude du CNRS s'appuyant sur une série de données couvrant la période 1971-2000. En 2020, Météo-France publie une typologie des climats de la France métropolitaine dans laquelle la commune est exposée à un climat de montagne ou de marges de montagne et est dans la région climatique Sud-est du Massif Central, caractérisée par une pluviométrie annuelle de 1 000 à 1 500 mm, minimale en été, maximale en automne.
Pour la période 1971-2000, la température annuelle moyenne est de 7,9 °C, avec une amplitude thermique annuelle de 15,7 °C. Le cumul annuel moyen de précipitations est de 1 012 mm, avec 10,8 jours de précipitations en janvier et 7,3 jours en juillet. Pour la période 1991-2020, la température moyenne annuelle observée sur la station météorologique de Météo-France la plus proche, sur la commune de Laguiole à 12 km à vol d'oiseau, est de 8,9 °C et le cumul annuel moyen de précipitations est de 1 441,2 mm,. Pour l'avenir, les paramètres climatiques de la commune estimés pour 2050 selon différents scénarios d'émission de gaz à effet de serre sont consultables sur un site dédié publié par Météo-France en novembre 2022.

## Urbanisme

### Typologie
Au 1er janvier 2024, Saint-Urcize est catégorisée commune rurale à habitat très dispersé, selon la nouvelle grille communale de densité à 7 niveaux définie par l'Insee en 2022.
Elle est située hors unité urbaine et hors attraction des villes,.

### Occupation des sols

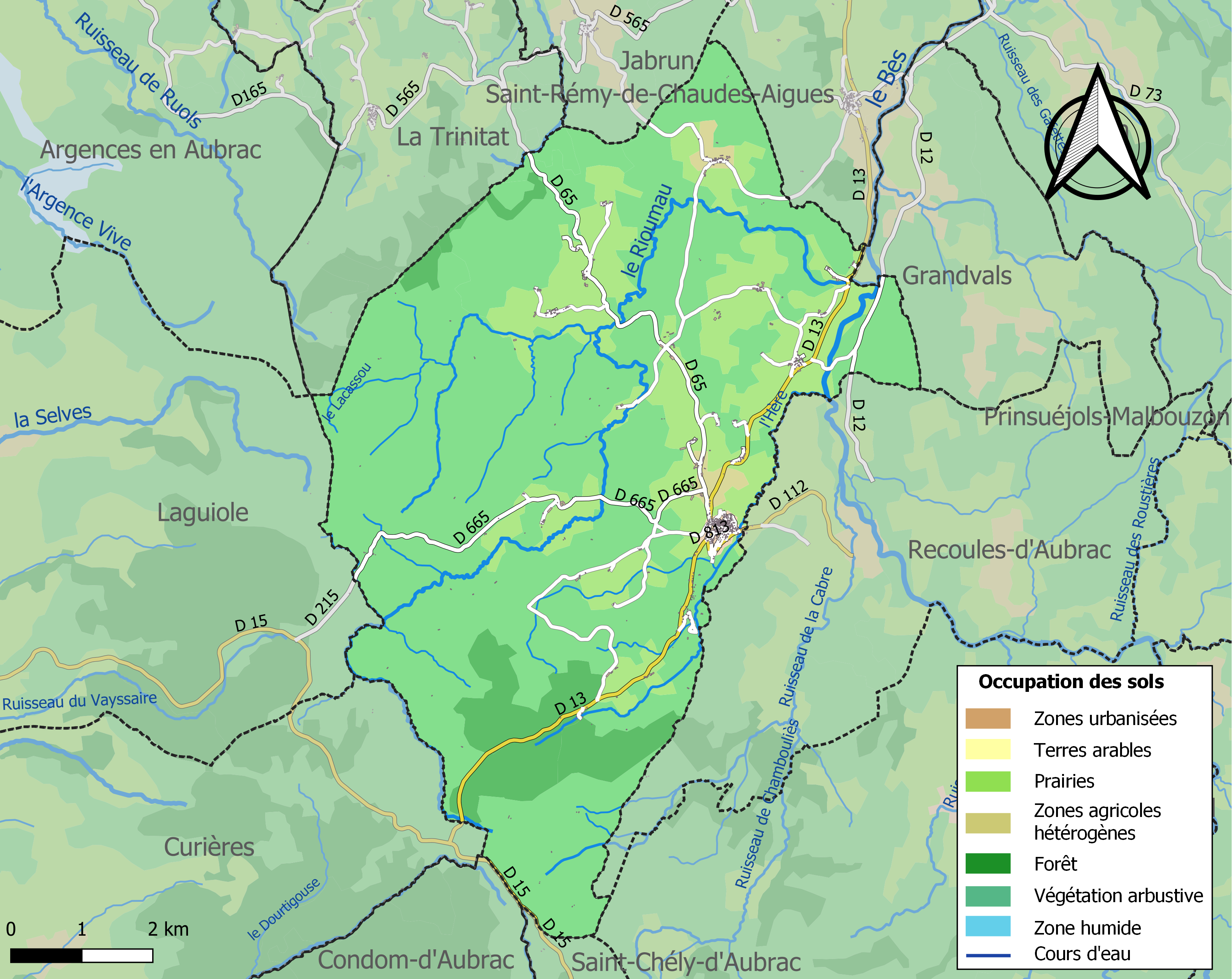
Carte des infrastructures et de l'occupation des sols de la commune en 2018 (CLC).

L'occupation des sols de la commune, telle qu'elle ressort de la base de données européenne d’occupation biophysique des sols Corine Land Cover (CLC), est marquée par l'importance des forêts et milieux semi-naturels (78,7 % en 2018), une proportion sensiblement équivalente à celle de 1990 (78,6 %). La répartition détaillée en 2018 est la suivante : 
milieux à végétation arbustive et/ou herbacée (70,9 %), prairies (19,8 %), forêts (7,8 %), zones agricoles hétérogènes (1,1 %), zones urbanisées (0,4 %). L'évolution de l’occupation des sols de la commune et de ses infrastructures peut être observée sur les différentes représentations cartographiques du territoire : la carte de Cassini (XVIIIe siècle), la carte d'état-major (1820-1866) et les cartes ou photos aériennes de l'IGN pour la période actuelle (1950 à aujourd'hui).

### Habitat et logement
En 2018, le nombre total de logements dans la commune était de 422, alors qu'il était de 423 en 2013 et de 381 en 2008.
Parmi ces logements, 49,3 % étaient des résidences principales, 36,1 % des résidences secondaires et 14,6 % des logements vacants. Ces logements étaient pour 92,2 % d'entre eux des maisons individuelles et pour 5,9 % des appartements.
Le tableau ci-dessous présente la typologie des logements à Saint-Urcize en 2018 en comparaison avec celle du Cantal et de la France entière. Une caractéristique marquante du parc de logements est ainsi une proportion de résidences secondaires et logements occasionnels (36,1 %) supérieure à celle du département (20,4 %) et à celle de la France entière (9,7 %). Concernant le statut d'occupation de ces logements, 85,6 % des habitants de la commune sont propriétaires de leur logement (83,1 % en 2013), contre 70,4 % pour le Cantal et 57,5 pour la France entière.
| Typologie                                               | Saint-Urcize | Cantal | France entière |
| ------------------------------------------------------- | ------------ | ------ | -------------- |
| Résidences principales (en %)                           | 49,3         | 67,7   | 82,1           |
| Résidences secondaires et logements occasionnels (en %) | 36,1         | 20,4   | 9,7            |
| Logements vacants (en %)                                | 14,6         | 11,9   | 8,2            |

## Toponymie
Attestée sous les formes Sanctus Ursizius au XIe siècle, Sanctus Urcisius et Sanctus Urcissus au XIVe siècle, issues du nom du saint Ursicinus qui fut évêque de Cahors au VIe siècle.

## Histoire

### École
Au début du XVIIe siècle, Saint-Urcize possède déjà une école laïque et gratuite. En 1636, Antoine Disse, « régent d’escolle », est engagé par la communauté des habitants qui lui attribuent une maison et des gages. Le degré d’alphabétisation de la population est important : l’étude des registres de la justice de Saint-Urcize au XVIIIe siècle permet de constater que sur 1 414 témoins, 686 hommes et 23 femmes savent signer, alors que 408 hommes et 297 femmes déclarent ne pas savoir écrire.

## Politique et administration
| Période                                  | Période   | Identité            | Étiquette | Qualité  |
| ---------------------------------------- | --------- | ------------------- | --------- | -------- |
| Les données manquantes sont à compléter. |           |                     |           |          |
| avant 1988                               | ?         | Jean-Marie Fournier |           |          |
| mars 2001                                | mars 2008 | Pierre Raynal       |           |          |
| mars 2008                                | En cours  | Bernard Remise      | DVD       | Retraité |

## Population et société

### Démographie

#### Évolution démographique
L'évolution du nombre d'habitants est connue à travers les recensements de la population effectués dans la commune depuis 1793. Pour les communes de moins de 10 000 habitants, une enquête de recensement portant sur toute la population est réalisée tous les cinq ans, les populations de référence des années intermédiaires étant quant à elles estimées par interpolation ou extrapolation. Pour la commune, le premier recensement exhaustif entrant dans le cadre du nouveau dispositif a été réalisé en 2007.

En 2022, la commune comptait 449 habitants, en évolution de +0,45 % par rapport à 2016 (Cantal : −1,08 %, France hors Mayotte : +2,11 %).
| 1793  | 1800  | 1806  | 1821  | 1831  | 1836  | 1841  | 1846  | 1851  |
| ----- | ----- | ----- | ----- | ----- | ----- | ----- | ----- | ----- |
| 1 711 | 1 683 | 1 645 | 1 875 | 1 565 | 1 583 | 1 493 | 1 484 | 1 466 |

| 1856  | 1861  | 1866  | 1872  | 1876  | 1881  | 1886  | 1891  | 1896  |
| ----- | ----- | ----- | ----- | ----- | ----- | ----- | ----- | ----- |
| 1 380 | 1 325 | 1 347 | 1 293 | 1 271 | 1 203 | 1 233 | 1 207 | 1 217 |

| 1901  | 1906  | 1911  | 1921 | 1926 | 1931 | 1936 | 1946 | 1954 |
| ----- | ----- | ----- | ---- | ---- | ---- | ---- | ---- | ---- |
| 1 118 | 1 106 | 1 059 | 913  | 992  | 998  | 992  | 821  | 726  |

| 1962 | 1968 | 1975 | 1982 | 1990 | 1999 | 2006 | 2007 | 2012 |
| ---- | ---- | ---- | ---- | ---- | ---- | ---- | ---- | ---- |
| 733  | 654  | 652  | 510  | 543  | 527  | 504  | 501  | 496  |

| 2017 | 2022 | - | - | - | - | - | - | - |
| ---- | ---- | - | - | - | - | - | - | - |
| 417  | 449  | - | - | - | - | - | - | - |

#### Pyramide des âges
La population de la commune est relativement âgée. En 2019, le taux de personnes d'un âge inférieur à 30 ans s'élève à 16,0 %, soit un taux inférieur à la moyenne départementale (26,9 %). Le taux de personnes d'un âge supérieur à 60 ans (53,8 %) est supérieur au taux départemental (35,6 %).
En 2019, la commune comptait 208 hommes pour 194 femmes, soit un taux de 51,74 % d'hommes supérieur au taux départemental (48,85 %).
Les pyramides des âges de la commune et du département s'établissent comme suit :
| Hommes | Classe d’âge | Femmes |
| ------ | ------------ | ------ |
| 1,0    | 90 ou +      | 4,2    |
| 18,3   | 75-89 ans    | 23,4   |
| 32,3   | 60-74 ans    | 28,6   |
| 21,4   | 45-59 ans    | 18,7   |
| 7,8    | 30-44 ans    | 12,7   |
| 12,2   | 15-29 ans    | 4,5    |
| 7,1    | 0-14 ans     | 8,0    |

| Hommes | Classe d’âge | Femmes |
| ------ | ------------ | ------ |
| 1,2    | 90 ou +      | 3,1    |
| 10,1   | 75-89 ans    | 13,5   |
| 22,9   | 60-74 ans    | 22,6   |
| 21,8   | 45-59 ans    | 20,5   |
| 16,1   | 30-44 ans    | 15,2   |
| 13,8   | 15-29 ans    | 11,9   |
| 14,2   | 0-14 ans     | 13,3   |

## Sport

### Village étape de chemin de randonnée
Le village est traversé par le sentier de grande randonnée de pays Tour des Monts d'Aubrac.

## Culture locale et patrimoine

### Lieux et monuments
- Église Saint-Pierre-et-Saint-Michel, église romane classée datant du XIIIe siècle, pourvue d'un clocher à peigne et du seul déambulatoire de Haute-Auvergne. L'église abrite également le calice utilisé lors de la dernière messe de Louis XVI avant son exécution le 21 janvier 1793.
- Belvédère du rocher de la Vierge au centre du village sur lequel s'élevait autrefois le donjon d'un château fort. De ce château fort ne subsiste aujourd'hui qu'une tour carrée, bien conservée, datant du XIIIe siècle.
- Maison Podevigne,  Inscrit MH (2007)[18] du XVe siècle et XVe siècle.
- Puy de Gudette (1 427 m).

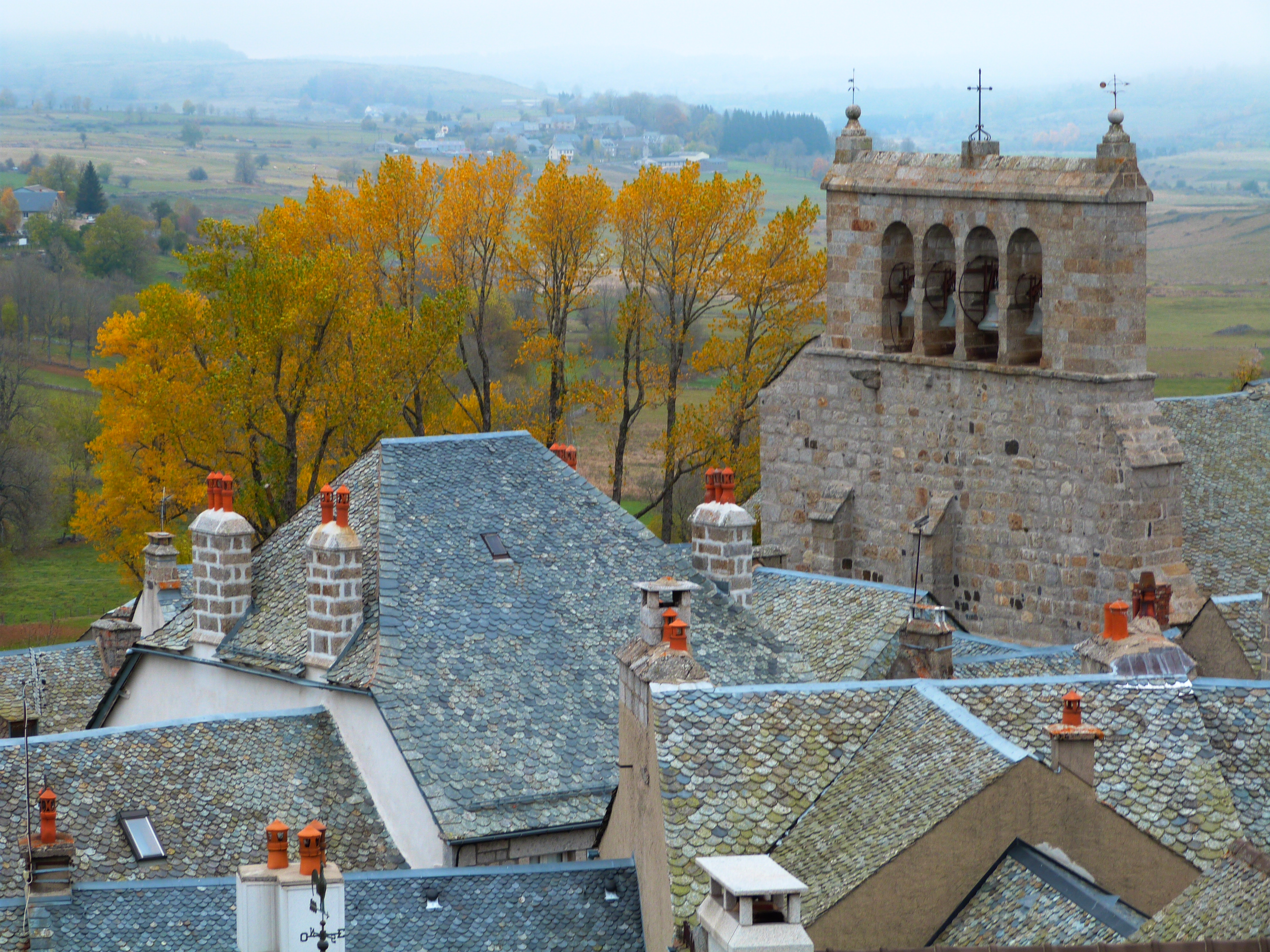
Vue sur le clocher-mur et les toits.
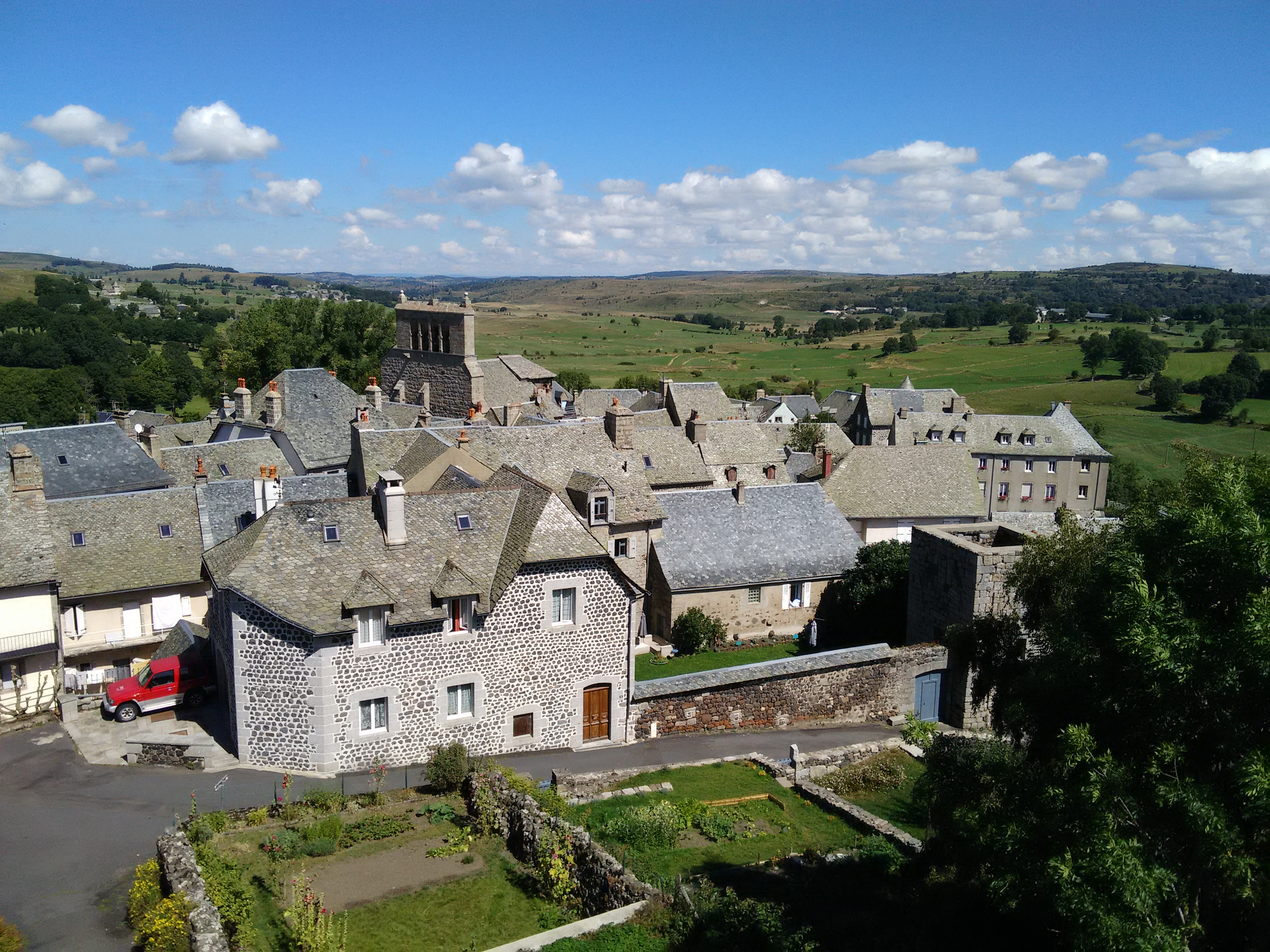
Le village avec l'église et ses alentours.
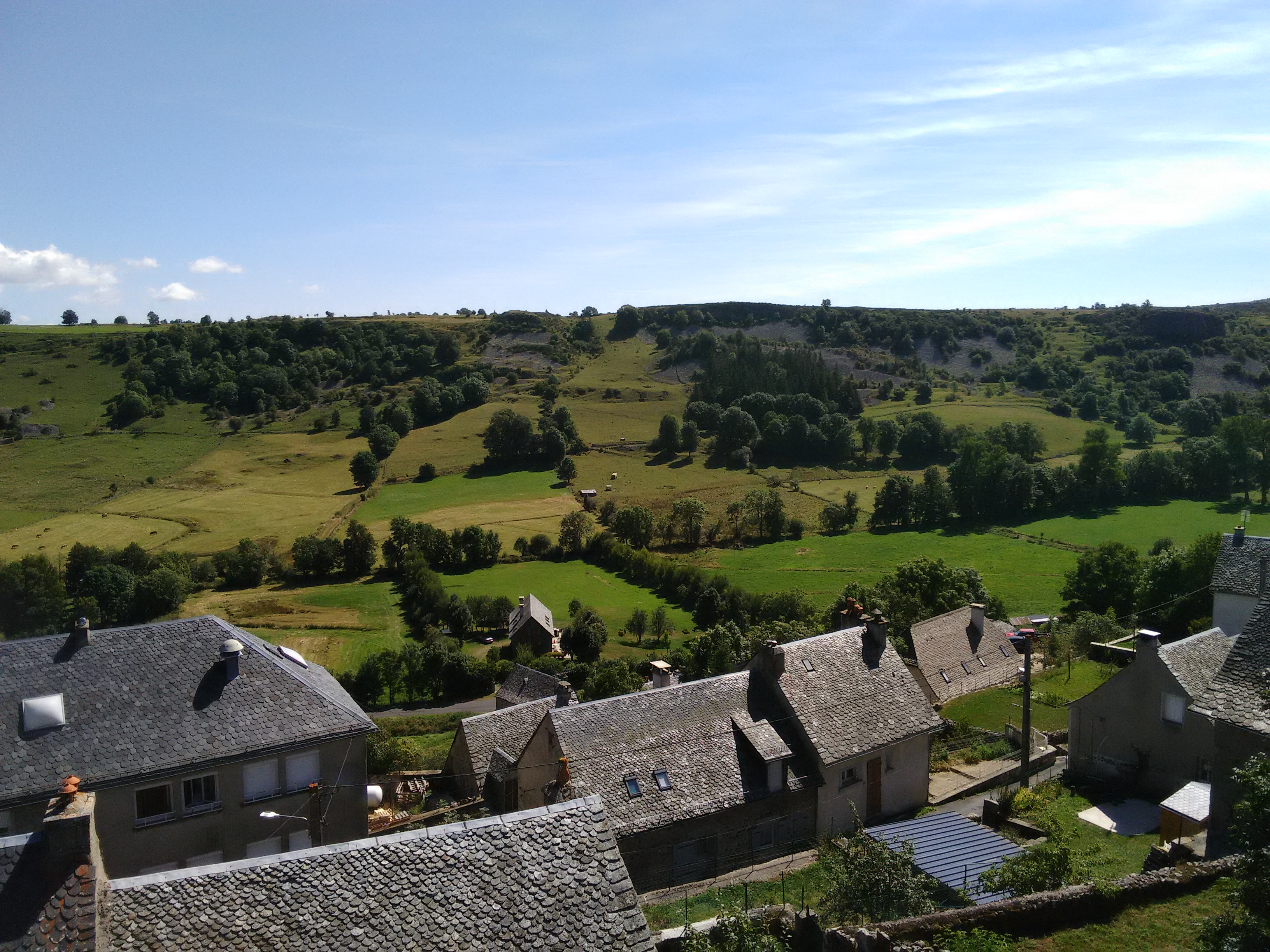
Le village et ses alentours.
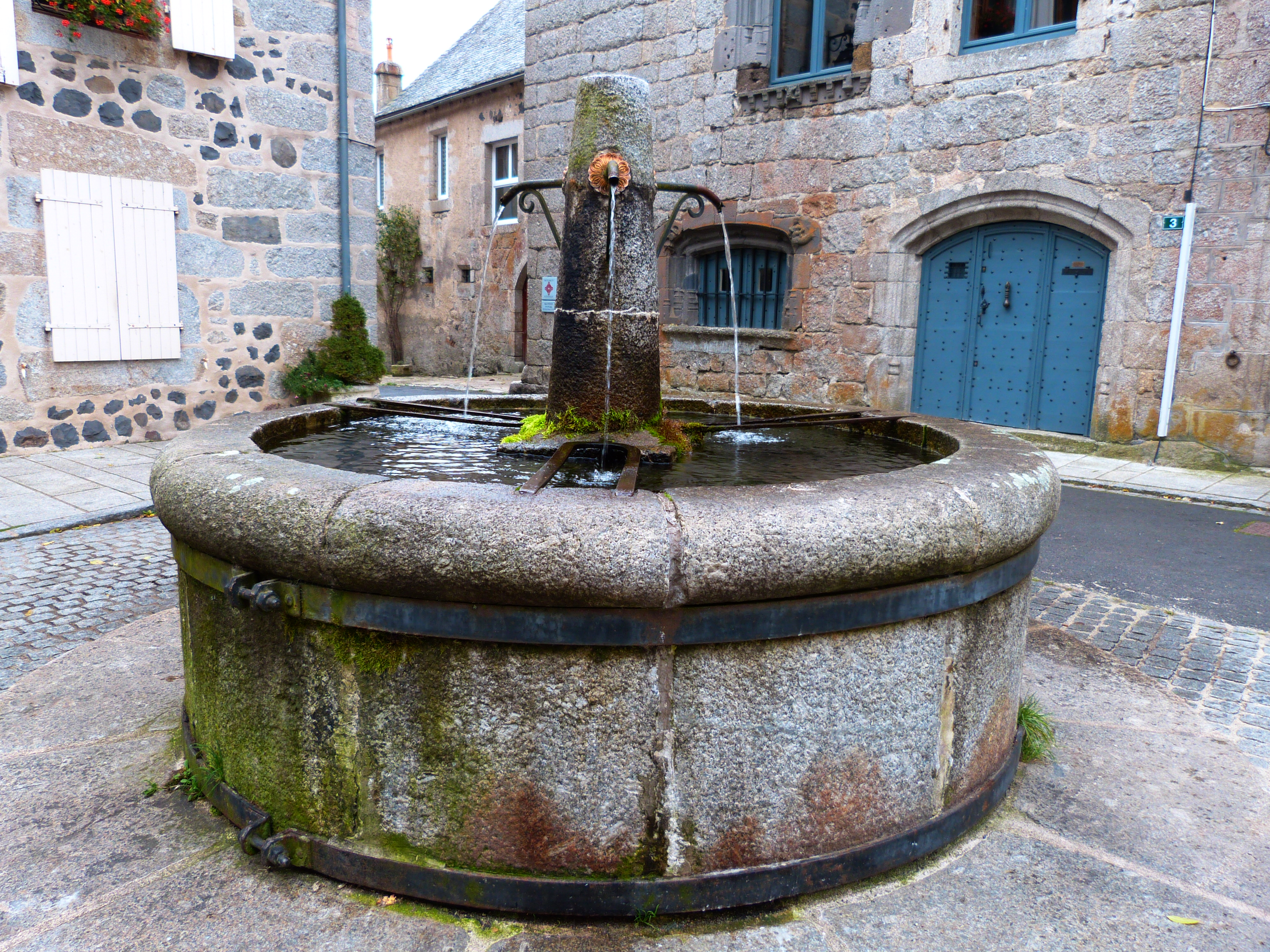
Fontaine de Saint-Urcize.
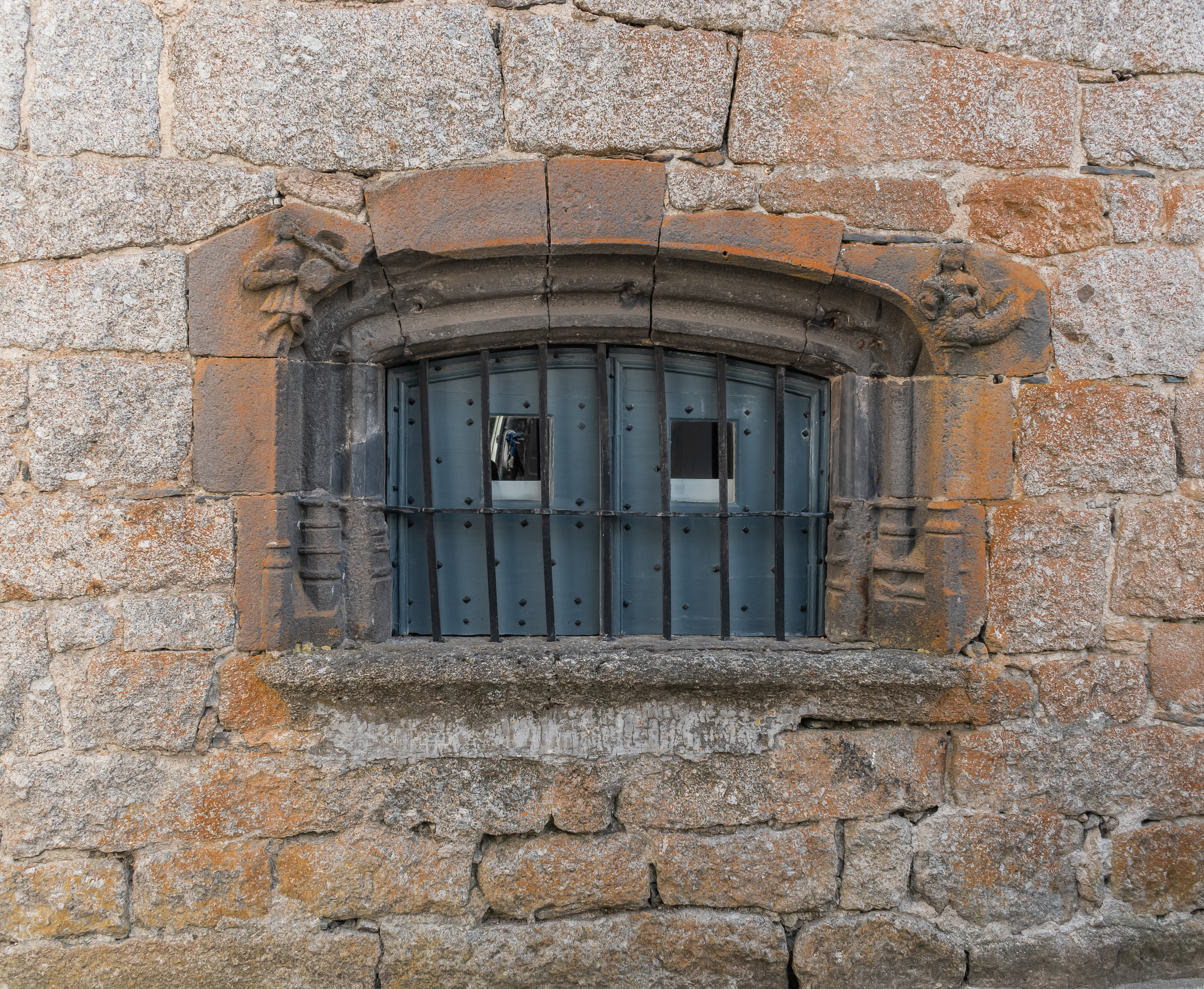
Maison Podevigne de Grandval.

### Personnalités liées à la commune
- Joseph Costeroste (1850-1906), fabricant de cabrette et cabretaïre à Paris.
- Gabriel Ranvier, cabretaïre à Paris.
- Le docteur Pierre Raynal (1920-2008) est originaire de Saint-Urcize. Il fut à l'origine de la cure thermale de Chaudes-Aigues et exerçait comme médecin dans cette ville. Il devint maire de Chaudes-Aigues, président du conseil général du Cantal puis, député du Cantal. Homme d'une grande générosité de sa personne qui n'hésitait pas à affronter les tourmentes de neige pour aller soigner les malades dans la montagne.

### Langue
La langue occitane ici parlée fait partie du dialecte languedocien et non de l'auvergnat.

### Héraldique
| Blason de Saint-Urcize | Blason  | D'argent au dextrochère de sable, posé en pal à senestre et brandissant une hache du même, posée en barre. |
| Blason de Saint-Urcize | Détails | Le statut officiel du blason reste à déterminer.                                                           |